# 강신항
강신항(姜信沆, 1930년 5월 8일~2025년 2월 18일)은 대한민국의 국문학자 겸 수필가이고 학술교육행정가이며 문학박사 및 예비역 대한민국 공군 대위 출신이다.

## 생애
본관은 진주(晉州)이고 충청남도 아산 출생이며 호(號)는 기곡(基谷)이다.
성균관대학교 명예교수인 그는 위당 정인보(爲堂 鄭寅普)의 사위이며 배우자는 국문학자 정양완(鄭良婉)이다. 또한 그의 처제부(妻弟夫, 아랫동서)는 물리학자 및 예비역 공군 대령 문국진(文國鎭) 교수이다.
슬하 2남 2녀가 있으며 두 쌍둥이 아들 가운데 첫째아들은 수학자 강석진이며 둘째아들은 인문사회학자 강석화이다.

### 학력
- 서울고등학교 졸업
- 서울대학교 국어국문학과 학사
- 서울대학교 대학원 국어국문학과 문학석사·문학박사

### 주요 이력
- 성균관대학교 교수.
- 한양대학교 전임교수.
- 서강대학교 특임강사.
- 고려대학교 겸임교수.
- 성균관대학교 명예교수(1995년 2월 이후).
- 가톨릭대학교 객원교수(1996년 8월 ~ 1997년 8월).
- 국방대학교 객원교수(1998년 8월 ~ 1999년 2월).

## 같이 보기
- 이기문
- 김완진
- 이승욱
- 정연찬
- 안병희
- 김열규